# Yumi Mizusaki
Yumi Mizusaki (水咲 優美, Mizusaki Yūki) (18 février 1997) est une actrice japonaise. Elle est affiliée à Asia Promotion. Elle est apparue sur la chaine éducative de la NHK (E-Tele) "Loi de R"(Rの法則) 4ème génération régulière (R).

## Filmographie

### CM
- Soak Design Works [2]

### PV
- SRS Real lie (2011)

### Émissions télé
- Loi de R (2013-2016)
- Fiches de paie (23 décembre 2018 [3], 8 juillet 2019 [4], 19 août [5], 9 septembre [6], 16 septembre [7], 4 novembre dim [8], 23 décembre, 21 septembre, 2020 [9], 16 novembre [10], AbemaTV ) Infiltration Girl
- Gravure! # 455 (10 janvier 2021, Entertainment-Tele )

### VP
- Bureau des eaux métropolitaines de Tokyo (2011)

### DVD
- «First Bloom» (20 septembre 2019)
- "Cours privé" (25 janvier 2020) [11]
- «Sentiment de jouer» (24 avril 2020)

### CD
- «Kyun Kyun Beibe» , «Rooftop Tomato» (février 2014)